# Placidus Pais
Placidus Pais (Engels: Broderick Bode) is een figuur uit de serie boeken over Harry Potter van de Britse schrijfster J.K. Rowling. Hij komt alleen voor in het vijfde deel.
Pais was een Verbloemist op het Departement van Mystificatie. Harry ziet hem in het St. Holisto's wanneer hij samen met de Wemels Arthur Wemel bezoekt. Pais kwam in het St. Holisto's terecht door een aanval van Dooddoeners, met name Lucius Malfidus. Malfidus spioneerde voor Heer Voldemort om meer te weten te komen over de Profetie van Harry en Voldemort. Hij sprak de Imperiusvloek uit over Pais en wilde hem de Profetie voor Voldemort laten stelen, maar aangezien alleen degene waarover de Profetie gaat hem ongestraft kan aanraken, werd Pais krankzinnig. De schok die Pais kreeg toen hij de Profetie aanraakte, verbrak de Imperiusvloek gedeeltelijk. Omdat hij daarna dacht dat hij een theepot was, werd Pais opgenomen op de vierde verdieping van het St. Holisto's, Spreukschade. Pais kwam te liggen op zaal 49 (de Charles l'Atanzaal), tegenover Gladianus Smalhart, die over zichzelf een vergetelheidsspreuk uitsprak in het tweede boek, en naast Agnes, een vrouw die door een vloek half-hond is geworden. Wat verderop in de zaal liggen Frank en Lies Lubbermans, de ouders van Marcel, die door Bellatrix van Detta tot krankzinnigheid gemarteld zijn.
Wanneer Harry bij meneer Wemel op bezoek gaat, gaat het juist wat beter met Pais. Met kerst wordt er een potplant en een kalender met de Hippogrief van de Maand opgestuurd naar hem. Volgens Mirjam Struif, een Heler van het St. Holisto's die hem de cadeaus overhandigde, was het een Fladderbloem. Maar in januari 1996 wordt Pais dood aangetroffen in zijn bed. De plant, die bezorgd werd door een oude, kromme tovenaar, bleek geen Fladderbloem te zijn, maar een Duivelsstrik, een levensgevaarlijke wurgplant. Toen Placidus Pais de plant wilde verzorgen, werd hij direct gewurgd.